# هه‌چی
هه‌چی (کره‌ای: 해치; هانجا: 獬豸; لاتین‌نویسی اصلاح‌شده: Haechi) مجموعه تلویزیونی محصول کره جنوبی سال ۲۰۱۹ با بازی جونگ ایل وو، گو آرا و کوان یول است. این مجموعه توسط کیم جونگ-هاک پروداکشن تولید شده‌است و از ۱۱ فوریه تا ۳۰ آوریل ۲۰۱۹، روزهای دوشنبه و سه‌شنبه ساعت ۲۲:۰۰ (کی‌اس‌تی) از اس‌بی‌اس روی آنتن رفت.

## بازیگران

### اصلی
- جونگ ایل وو در نقش یی گوم، شاهزاده یونینگ (بعداً شاه یونگ‌جو)

شاهزاده‌ای باهوش و پراشتیاق که به خاطر خانوادهٔ دون‌پایهٔ مادرش (سوک‌بین چوی) مورد تبعیض قرار می‌گیرد.
- گو آرا در نقش چون یو جی
- کوان یول در نقش باک مون سو
- لی گیونگ یونگ در نقش مین جی وون
- جونگ مون سونگ در نقش یی تان، شاهزاده میل‌پونگ
- به جونگ هوا در نقش چون یون یونگ/بوک دان

## تولید
اولین جلسهٔ فیلم‌نامه‌خوانی در دسامبر ۲۰۱۸ در اس‌بی‌اس ایلسان پروداکشن استودیوز در گویانگ، استان گیونگ‌گی، کره جنوبی انجام شد.
در ۷ مارس ۲۰۱۹، گزارش شد که در طی فیلم‌برداری این درام، گو آرا به خاطر پارگی رباط تالوفیبولار قدامی خود، در بیمارستان بستری شد و پایش را گچ گرفت.